# 6025 Naotosato
6025 Naotosato eller 1992 YA3 är en asteroid i huvudbältet som upptäcktes den 30 december 1992 av den japanska astronomen Takeshi Urata vid Nihondaira-observatoriet. Den är uppkallad efter den japanske amatörastronomen Naoto Satō.
Asteroiden har en diameter på ungefär 18 kilometer och den tillhör asteroidgruppen Eos.